# Trarza
La wilaya de Trarza —àrab: ولاية الترارزة, wilāya at-Trārza— és una regió administrativa (wilaya) del sud-oest de Mauritània, amb capital a Rosso. Altres ciutats importants en són Mederdra i Boutilimit. La zona limita amb les regions de l'Inchiri i l'Adrar al nord, Brakna a l'est, Senegal al sud i l'oceà Atlàntic a l'oest.
Al final del segle xiv o començaments del segle xv la regió fou ocupada per tribus d'origen àrab, els hassànides o Oulad Hassan (Walad Hassan); el domini dels Oulad Rizg es va estendre a tot el segle xvi i XVII. Al segle xvi els Oulad Mbarek, d'igual origen van amenaçar la seva hegemonia, però després els Oulad Rizg tornaven a dominar la regió fins que a mitjan segle xvii es va establir un imamat amazic que va durar de vers 1645 a 1775 en el període anomenat Guerra de Bubbah; a la caiguda de l'imamat una branca dels hassànides, els Oulad Terrouz (paraula de la que deriva Trarza) es van imposar en tota la regió i el seu xeic es va proclamar emir, sorgint així l'emirat de Trarza, que fou declarat protectorat francès el 1903 i abolit el 1905. Fou restaurat sense poder el 1910. L'emirat corresponia a grans trets a l'actual regió.
Trarza està dividit en 6 districtes:
- Boutilimit
- Keur Massene
- Mederdra
- Ouad Naga
- R'Kiz
- Rosso